# Суярко, Василий Григорьевич
Василий Григорьевич Суярко (род. 29 мая 1949 года в г. Константиновка, Сталинская область) — советский и украинский геолог, доктор геолого-минералогических наук, профессор, академик Академии наук Высшей школы Украины и Украинской нефтегазовой академии. Общественно-политический деятель. Член Донецкого отделения НТШ.

## Биография
В 1973 г. окончил геолого-географический факультет Ростовского государственного университета. В 1981 г. защитил кандидатскую, а в 1996 г.- докторскую диссертацию по специальности 04.00.02-геохимия и 04.00.06 — геология. Тема докторской диссертации: «Геохимия подземных вод восточной части Днепровско-Донецкого авлакогена». В 2011 г. МОН Украины присвоено звание профессора.
Член редколлегий трех научных сборников и двух ученых советов по присуждению научных степеней. Один из основных авторов «Горного энциклопедического словаря» (тт. 1-3) и «Малой горной энциклопедии» (тт. 1-2). Автор более 100 научных трудов, включая 7 монографиями и 5 учебными пособиями.
Работал:
- геологом в ПГО «Донбассгеология» (г. Артёмовск) (1973—1978),
- старшим научным сотрудником Института минеральных ресурсов (г. Симферополь) (1983—1987),
- ведущим научным сотрудником НИС Донецкого национального технического университета (г. Донецк) (1987—1996),
- ведущим научным сотрудником Института геохимии, минералогии и рудообразования НАН Украины (г. Киев) (1998—2003),
- ведущим научным сотрудником Украинского НИИ природных газов (г. Харьков) (2003—2007),
- профессор Черкасского государственного технологического университета (2007—2008),
- зав.кафедрой экологии Института землеустройства и информационных технологий (Киев) (2008—2009),
- профессором кафедры «Добыча нефти и газа и геотехники» Полтавского национального технического университета имени Юрия Кондратюка (2009—2012).

С 2012 г. — профессор Харьковского национального университета им. В. Н. Каразина, кафедра минералогии, петрографии и полезных ископаемых.

## Основные научные работы
Суярко Василий Григорьевич — автор более 100 научных трудов, включая 5 монографиями и 6 учебными пособиями.
Участник проекта «Украинская горная энциклопедия».
Основные научные труды:
- Суярко В. Г. Методические рекомендации по применению гидрогеохимического метода поисков скрытого оруденения в Донбассе и Днепровско-Донецкой впадине. — Симферополь, ИМР, 1985. — 92 с.
- Суярко В. Г. Экология подземной гидросферы Донбасса. — К.: Знание, 1997. — 69 с.
- Суярко В. Г. Геохимия подземных вод восточной части Днепровско-Донецкого авлакогена. — Харьков, 2006. — 225 с.
- Газоносность и ресурсы метана угольных бассейнов Украины в 3т. /А. Анциферов, А. А. Голубев, В. А. Канин, Н. Г Тиркель, Г. Задара, В. И. Узиюк, В. А. Анциферов, В. Г Суярко — Донецк, изд-во «Вебер». Т. 1, 2009. — 456 с. Т. 2, 2010. — 478 с.
- Суярко В. Г., Загнитко В. М., Лисиченко В. Г Структурно-геохимические критерии прогнозирования скоплений углеводородов (на примере Западно-Донецкого грабену) — ІГНС НАН и МЧС Украины и Полтавский НТУ им. Юрия Кондратюка, 2010. — 84 с.
- Г Суярко. Гідрогеохімія (геохимия подземных вод): учебное пособие с грифом МОН /У. Г Суярко, К. А. Безрук — Х.: ХНУ им. В. Н. Каразина, 2010. — 112 с.
- Г Суярко, А. А. Сердюкова. Основы геологии: учебное пособие. Полтава: Полтавский национальный технический университет, 2012. − 151 с.
- Г Суярко, А. А. Сердюкова, В. Сухов. Общая и нефтегазовая геология: учебное пособие с грифом МОН. Харьков: ХНУ имени В. Н. Каразина, 2013. — 212 с.
- К. А. Безрук, Г. Лисиченко, В. Г. Суярко. Геохимия ртути в подземных водах геологических структур Донецкого складчатого сооружения. Киев: Издательство НАНУ, 2013. — 132 с.
- Г Суярко. Прогнозирование, поиск и разведка месторождений углеводородов. Харьков: Фолио, 2015. — 413 с.

## Общественно-политическая деятельность
- 1967 г. — имел отношение к акции «Украинский Флаг над Днепропетровском» (во время обучения В. Г Суярко в Днепропетровском горном университете над университетом был поднят сине-жёлтый биколор). Был допрошен в КГБ по ст. 62-а УК УССР «Антисоветская пропаганда и агитация». Вынужден покинуть Днепропетровск. Переехал в Ростов.
- В 1989 г. — участие в первых массовых митингах на Донетчине. Вступление в Товарищество «Мемориал».
- 1990 г. — вступление в Народный рух Украины и Общество украинского языка имени Тараса Шевченко. Возглавлял Артёмовскую (Бахмутскую) организацию НРУ.
- В марте 1990 года вместе с известными представителями украинской интеллигенции подписал опубликован в газете «Литературная Украина» «Манифест Демократической партии Украины», автором которого был украинский диссидент Юрий Бадзё.
- В конце марта 1990 г. — участник IV сессии Большого Совета Руха, которая состоялась в Хусте.
- После создания 28 декабря 1990 года Демократической партии Украины — председатель региональной Бахмутской организации партии.
- 1992 г. — член Артёмовского горисполкома.
- На Парламентских выборах на Украине 2002 кандидат в Народные депутаты от партии ВОСКРЕСЕНЬЕ.
- 2003 г. — руководитель Харьковской областной организации РХП.
- В 2004 г. — руководитель Донецкого областного избирательного штаба блока В. Ющенко.
- 2004 г. — участник «Оранжевой революции» (Киев, Харьков).
- В 2013 году опубликовал в газете «Голос Украины» свою статью «Сланцевый газ: и можно и нужно». Перед этим было объявлено, что его ученик Александр Ященко из ПолтНТУ изобрел экологически безвредный способ добычи сланцевого газа, которым заинтересовалась компания Shell[1].